# Голухино (Калузька область)
Голухино (рос. Голухино) — присілок в Малоярославецькому районі Калузької області Російської Федерації.
Населення становить 32 особи. Входить до складу муніципального утворення Присілок Прудки.

## Історія
Від 2004 року входить до складу муніципального утворення Присілок Прудки.

## Населення
| 2002 | 2010 |
| ---- | ---- |
| 34   | ↘32  |